# Edward Johnson (tenor)
Edward Patrick Johnson (ur. 22 sierpnia 1878 w Guelph, zm. 20 kwietnia 1959 tamże) – kanadyjski tenor i dyrektor Metropolitan Opera w Nowym Jorku.